# Mont Walsh
El Mont Walsh (en anglès Mount Walsh) és una muntanya que forma part de les muntanyes Saint Elias i que s'eleva fins als 4.507 msnm. Es troba a l'interior de la Reserva i Parc Nacional de Kluane, al territori del Yukon, Canadà. El cim va ser nomenat en record del superintendent de la Policia Muntada del Canadà pel Yukon, James Morrow Walsh. La primera ascensió va tenir lloc el 1941.